# Michal Viewegh
Michal Viewegh (Prag, 31. ožujka 1962.), jedan od najpopularnijih suvremenih čeških književnika.

## Životopis
Njegova otac je bio kemičar, a majka javna bilježnica. Studirao je češke studije i pedagogiju na Filozofskom fakultetu u Pragu, gdje je i diplomirao. Napisao je brojne romane, kratke priče, književne parodije, pa čak i knjigu za djecu. Svaka mu se knjiga u rodnoj Češkoj prodaje u oko 50,000 primjeraka. Najpoznatiji romani su mu: Sjajne zeznute godine, Izvan igre i Anđeli naši svagdašnji.
Romani su mu prevedeni na nekoliko svjetskih jezika, a mnogi su adaptirani u filmove ili prilagođeni za kazalište.

## Vanjske poveznice
- Michal Viewegh (češ.) na dbagency.cz
- http://baila.net/autor/208841216/michal-viewegh  Arhivirana inačica izvorne stranice od 25. lipnja 2013. (Wayback Machine)
- Michal Viewegh (engl.) na Internet Movie Database